# Ritzau
Ritzaus Bureau I/S (eller Ritzau) är en dansk nyhetsbyrå, grundad av löjtnant Erik Nicolai Ritzau den 1 februari 1866 under namnet Nordisk Centralbureau for Telegrammer. 
Efter några år var Ritazus byrå väl etablerad, och utvecklades senare efter förebild av de stora utländska nyhetsbyråerna, och kom att förse alla stora danska tidningar med nyheter och börsnotiser. Till år 1900 försåg man även skånska tidningar. Från 1896 hade byrån eget tryckeri.